# Саут-Гіффорд (Міссурі)
Саут-Гіффорд (англ. South Gifford) — місто (англ. city) в США, в окрузі Мейкон штату Міссурі. Населення — 22 особи (2020).

## Географія
Саут-Гіффорд розташований за координатами 40°1′39″ пн. ш. 92°41′6″ зх. д. / 40.02750° пн. ш. 92.68500° зх. д. (40.027477, -92.684951).  За даними Бюро перепису населення США в 2010 році місто мало площу 0,53 км², з яких 0,53 км² — суходіл та 0,00 км² — водойми.

## Демографія
Згідно з переписом 2010 року, у селищі мешкало 50 осіб у 19 домогосподарствах у складі 13 родин. Густота населення становила 94 особи/км².  Було 31 помешкання (58/км²).
Расовий склад населення:
| - 98,0 % — білих |

До двох чи більше рас належало 2,0 %. Частка іспаномовних становила 0,0 % від усіх жителів.
За віковим діапазоном населення розподілялося таким чином: 26,0 % — особи молодші 18 років, 74,0 % — особи у віці 18—64 років, 0,0 % — особи у віці 65 років та старші. Медіана віку мешканця становила 39,5 року. На 100 осіб жіночої статі у селищі припадало 117,4 чоловіків;  на 100 жінок у віці від 18 років та старших — 94,7 чоловіків також старших 18 років.
За межею бідності перебувало 32,7 % осіб, у тому числі 55,6 % дітей у віці до 18 років та 0,0 % осіб у віці 65 років та старших.
Цивільне працевлаштоване населення становило 9 осіб. Основні галузі зайнятості: роздрібна торгівля — 55,6 %, транспорт — 22,2 %, мистецтво, розваги та відпочинок — 22,2 %.